# زنبورهای عسل (ترانه)
 زنبورهای عسل (به انگلیسی: Bumble Bees) نام ترانه‌ای استودیویی اثر آکوا که در سال ۲۰۰۰ خوانده شده است.